# András Montágh
András Montágh (ur. 1910 w Budapeszcie, zm. ?) – węgierski strzelec, wielokrotny mistrz świata.
Montágh nie startował nigdy na igrzyskach olimpijskich. Jest czterokrotnym medalistą mistrzostw świata – wszystkie medale zdobył w trapie. Wśród nich tylko raz wywalczył miejsce na podium w zawodach indywidualnych – było to złoto zdobyte na mistrzostwach świata w 1934 roku. Według niektórych źródeł, zawody w trapie na mistrzostwach świata (na których Montágh zdobywał medale) były jednocześnie zawodami o mistrzostwo Europy. Międzynarodowa Federacja Strzelecka nie uznaje jednak tych zawodów za oficjalne mistrzostwa Europy, były to więc turnieje nieoficjalne. W latach 30. Montágh był jednym z najlepszych węgierskich zawodników w strzelaniu do żywych gołębi.
Po II wojnie światowej wyemigrował do Stanów Zjednoczonych, gdzie wydał kilka książek, wśród nich m.in.: Négy földrészen vadásztam (1998).

## Medale na mistrzostwach świata
Opracowano na podstawie materiału źródłowego:
| Mistrzostwa    | Konkurencja     | Wynik                | Miejsce |
| -------------- | --------------- | -------------------- | ------- |
| Lwów 1931      | Trap, drużynowo | 692 punkty (druż.)   | 2       |
| Wiedeń 1933    | Trap, drużynowo | 1178 punktów (druż.) | 1       |
| Budapeszt 1934 | Trap            | 281 punktów          | 1       |
| Budapeszt 1934 | Trap, drużynowo | 1085 punktów (druż.) | 1       |